# Фаунтин (Северна Каролина)
Фаунтин (енгл. Fountain) град је у америчкој савезној држави Северна Каролина.

## Демографија
По попису из 2010. године број становника је 427, што је 106 (-19,9%) становника мање него 2000. године.
| Група             | 2000.       | 2010.       |
| Белци             | 259 (48,6%) | 199 (46,6%) |
| Афроамериканци    | 269 (50,5%) | 213 (49,9%) |
| Азијати           | 0 (0,0%)    | 0 (0,0%)    |
| Хиспаноамериканци | 3 (0,6%)    | 6 (1,4%)    |
| Укупно            | 533         | 427         |